# Symphonies de Gustav Mahler

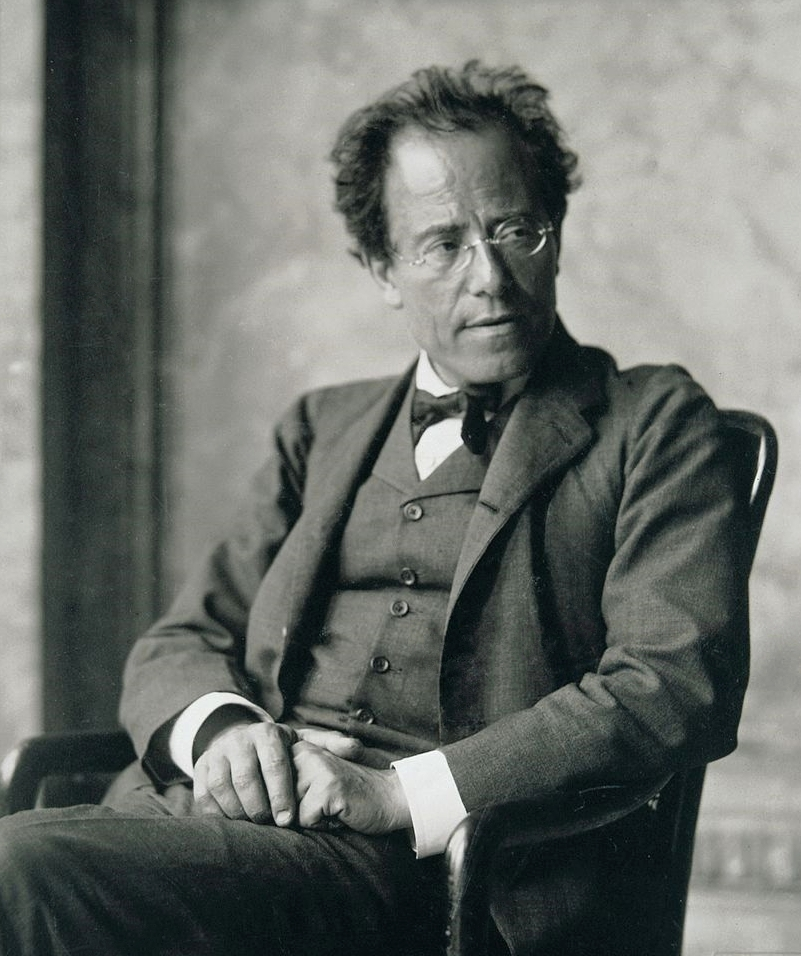
Mahler à Vienne en 1907 (photo de Moritz Nähr).

Les symphonies de Gustav Mahler sont un ensemble de dix œuvres symphoniques numérotées de 1 à 10 (auxquelles s'ajoute selon les sources Le Chant de la Terre), composées par Gustav Mahler entre 1888 et 1910. Cinq des symphonies sont sous-titrées : la première est surnommée « Titan », la deuxième, « Résurrection », la sixième, « Tragique », la septième, « Chant de la nuit » et la huitième est dite « Des Mille ». Gustav Mahler dirigea la création de toutes ses symphonies, excepté la 9e, et Le Chant de la Terre créées après sa mort par Bruno Walter. Sa dixième symphonie demeure inachevée, seul le premier mouvement étant terminé ; pour terminer la symphonie, plusieurs reconstitutions furent réalisées par des compositeurs et musicologues, dont la plus jouée est celle de Deryck Cooke. Après la Seconde Guerre mondiale et plus particulièrement dans les années 1960-70 (période des commémorations du centenaire du musicien), les symphonies de Mahler ont contribué à établir la notoriété du compositeur, notamment en faisant l'objet de plusieurs enregistrements — parmi lesquels des intégrales, dirigées par Leonard Bernstein (trois fois dans les années 1960, 1970 et 1980), Rafael Kubelík, Bernard Haitink, Klaus Tennstedt ou Claudio Abbado (deux fois dans les années 1980 et 2000).

## LesKnaben Wunderhorn Symphonies
Le corpus des symphonies de Mahler peut être divisé en trois parties. La première, représentée par les quatre premières symphonies, appartient à la période du Wunderhorn. Ces symphonies ont en commun de s'inspirer du recueil de chants populaires Des Knaben Wunderhorn , que Mahler a mis en musique dans un cycle de 12 lieder portant le même titre — la Titan cependant s'inspire d'un autre cycle, les Lieder eines fahrenden Gesellen, dont l'allegro reprend l'un des thèmes. 

### Symphonieno1 en ré majeur «Titan »
Dans sa première forme, l'œuvre composée entre 1885 et 1888, est constituée de cinq mouvements répartis en deux parties. Elle est créée en 1889 à Budapest et, lors d'un concert à Hambourg en 1893, prend comme titre Titan, poème symphonique en forme de symphonie. Le titre Symphonie « Titan » en cinq mouvements est ajouté à postériori en 1894 sur un manuscrit de 1889-93, et fait référence au roman Titan de Jean-Paul Richter, auteur de chevet du compositeur. Des cinq mouvements initiaux, Mahler en 1894 retire l'andante, intitulé Blumine, qui s'intercalait entre le 1er mouvement allegro Langsam. Schleppend et le scherzo Kräftig bewegt, doch nicht zu schnell : la symphonie prend alors sa forme définitive, constituée des quatre mouvements suivants.
1. Langsam. Schleppend. Wie ein Naturlaut, Im Anfang sehr gemächlich
2. Kräftig bewegt, doch nicht zu schnell. Trio, Recht gemächlich
3. Feierlich und gemessen, ohne zu schleppen
4. Stürmisch bewegt

Mahler qui pensait avoir écrit une symphonie facile, a toutes les difficultés à la faire jouer, devant finalement diriger lui-même la première à Budapest en 1889 dans l'indifférence générale. De son vivant, l'œuvre n'a pas le succès escompté, et ce n'est qu'à partir des années 1920-1930 qu'elle gagne en popularité, popularité qu'elle doit à sa simplicité alliée à un caractère robuste. Mahler y montre déjà son originalité qui rompt avec la tradition symphonique de l'époque, en incorporant des éléments parodiques et des touches d'ironie, tout en demeurant d'un romantisme parfaitement maitrisé.

### Symphonieno2«Résurrection»
Première des symphonies vocales du compositeur, la deuxième symphonie est voulue par Mahler comme une réponse à la symphonie nº 9 de Beethoven. Son style est aussi marqué par les influences de Bruckner, Wagner (ouverture de La Walkyrie) et Mendelssohn pour le deuxième mouvement. L'œuvre est composée entre 1888 et 1894, avec plusieurs périodes d'interruption, et le dernier mouvement n'est inspiré au musicien qu'en 1894, après avoir entendu, lors des funérailles de Hans von Bulow, le choral Resurrection du poète allemand Friedrich Gottlieb Klopstock, qu'il reprend. C'est la première symphonie de la trilogie à se baser sur les lieder Des Knaben Wunderhorn, repris dans les troisième et quatrième mouvements — avant les troisième et quatrième symphonies. La deuxième symphonie comprend cinq mouvements, les deux derniers comportant des voix :
1. Allegro maestoso
2. Andante moderato
3. In ruhig fließender Bewegung — attacca :
4. « Urlicht ». Sehr feierlich, aber schlicht
5. Im Tempo des Scherzos. Wild herausfahrend

### Symphonieno3
La troisième symphonie est la plus longue du compositeur, et de l'une des plus longues de tout le répertoire symphonique. Son programme est voulu par Mahler comme une ode à la nature, ainsi qu'il le revendique à Bruno Walter : « Inutile de regarder le paysage, il a passé tout entier dans ma symphonie ». Cependant, il ne s'agit pas d'une nature calme, mais plutôt d'une nature habitée par l'homme, c'est pourquoi la symphonie est parsemée de citations de chants populaires et de marches. Selon Tranchefort, la troisième symphonie traduit l'évolutionnisme du XIXe siècle. L'œuvre comporte six mouvements (dont deux vocaux : Sehr langsam! Misterioso. O Mensch! gib Acht! et Lustig im Tempo und keck im Ausdruck) et se termine — pour la première fois dans une symphonie de Mahler — par un finale adagio.
1. Kräftig. Entschieden
2. Tempo di Menuetto. Sehr massig
3. Comodo. Scherzando. Ohne Hast
4. Sehr langsam! Misterioso. O Mensch! gib Acht!
5. Lustig im Tempo und keck im Ausdruck
6. Langsam. Ruhevoll. Empfunden

### Symphonieno4
Composée entre 1899 et 1900, la quatrième symphonie, dernière du cycle des « Wunderhorn Symphonies », ne comporte ni sous-titre, ni programme. Si la troisième est la plus longue du répertoire de Mahler, la quatrième en est la plus courte, et dispose d'un effectif plus réduit que les précédentes. Lors de la première à Munich en 1902, le public, habitué à la monumentalité des deux précédentes symphonies, est surpris et choqué par la dimension modeste de l'œuvre, et la siffle. C'est à Amsterdam qu'elle rencontre le succès, dirigée deux fois par le compositeur lors du concert du 23 octobre 1904. La quatrième symphonie comporte quatre mouvements, le dernier étant un lied pour soprano issu des Knaben Wunderhorn, Das himmlische Leben (la Vie céleste) :
1. Bedächtig. Nicht eilen
2. In gemächlicher Bewegung. Ohne Hast
3. Ruhevoll
4. Das himmlische Leben : Sehr behaglich

## La trilogie orchestrale
La deuxième partie est constituée par la trilogie des symphonies instrumentales, les symphonies 5, 6 et 7, qui ne font pas appel à des voix et qui adoptent une écriture tonale évolutive — particulièrement marquée dans la septième, tandis que la sixième présente une structure traditionnelle en quatre mouvements, sur le modèle des symphonies de Haydn. 

## Les symphonies romanesques
La troisième partie, constituée des symphonies 8 et 9, et à laquelle on adjoint Le Chant de la terre — considéré comme une symphonie pour ténor, alto et orchestre —, est marquée par l'abandon de la forme sonate, par une évolution vers une composition romanesque, par la division des mouvements en chapitres, et dont l'écriture musicale montre, pour Massin, qu'avant Schönberg, c'est « Mahler, qui sut dire objectivement que la tonalité n'existait plus : paradoxalement, sans l'avoir jamais abandonnée ».

## Discographie

### Intégrales
- The Nine Symphonies Of Gustav Mahler, orchestre philharmonique de New York et orchestre symphonique de Londres (Symph n°8), direction Leonard Bernstein, CBS enregistrés de 1960 à 1967, et 1974 pour l'adagio de la 10e symphonie. réédition Sony Classical 2012.
- Mahler: Symphonies 1-9, Adagio of Symphony 10, orchestre symphonique de l'Utah, direction Maurice Abravanel Vanguard Classic enregistrés de 1963 à 1974 réédition Musical Concepts 2011.
- Gustav Mahler – 10 Symphonien, orchestre de la radio bavaroise, direction Rafael Kubelík, Deutsche Grammophon enregistrés de 1967 à 1971.
- Gustav Mahler – The Symphonies, orchestre du Concertgebouw d'Amsterdam, direction Bernard Haitink Philips 1972 réédition 1994, enregistrés de 1967 à 1972.
- Mahler – The Symphonies, orchestre symphonique de Chicago, direction Georg Solti London Records enregistrés de 1970 à 1984, réédition Decca 1996.
- Gustav Mahler : Symphonies, orchestre philharmonique tchèque, direction Václav Neumann, Supraphon, enregistrés de 1976 à 1982.
- Mahler: 10 Symphonien, orchestre philharmonique de Berlin (symph 1, 5 et 8), orchestre philharmonique de Vienne (symph. 2,3,4,9 et 10) et orchestre symphonique de Chicago (symph 6 et 7) direction Claudio Abbado, Deutsche Grammophon enregistrés de 1978 à 1995.
- Mahler Complete Symphonies, orchestre philharmonique de Londres direction Klaus Tennstedt, EMI Classics enregistrés de 1977 à 1993
- Mahler – The Symphonies, orchestre symphonique de Boston direction Seiji Ozawa, Philips Classics enregistrés de 1981 à 1994, réédition Decca
- Mahler : Symphonies 1-10, orchestre philharmonique de Vienne direction Lorin Maazel, CBS Masterwork enregistrés entre 1983 et 1992 réédition Sony Classical
- Mahler Complete Symphonies, orchestre symphonique de la WDR de Cologne direction Gary Bertini, EMI Classics enregistrés de 1984 à 1991 réédition 2006 EMI CLASSICS 0946 3 40238 2 5.
- Mahler-Sinopoli: The Complete Recordings, orchestre Philharmonia, Staatskapelle de Dresde, direction Giuseppe Sinopoli , Deutsche Grammophon 2001 471 451-2, enregistré de 1985 à 1995
- Mahler: Symphonies No 1-10, Das Lied Von Der Erde orchestre symphonique de la Radio de Franckfort direction Eliahu Inbal, Denon enregistrés de 1986 à 1988, et 1992 pour la symphonie n°10 (reconstitution de Deryck Cooke) réédition Brilliant Classics
- Gustav Mahler, 10 symphonies (Complete edition), orchestre philharmonique de Sofia direction Emil Tabakov, Capriccio 1996 enregistrés de 1987 à 1991
- Mahler, Chailly, The Symphonies (symph. 1 à 10 reconstitution de Deryck Cooke), orchestre du Concertgebouw d'Amsterdam direction Riccardo Chailly, Decca 2005, enregistrés de 1989 à 2004.
- Gustav Mahler, the symphonies (symph. 1 à 9), orchestre philharmonique de la radio néerlandaise direction Edo de Waart, RCA Victor Red Seal enregistrés de 1992 à 1995
- Mahler, intégrale des symphonies  (1 à 9), orchestre symphonique de la radio de Moscou, direction Evgeny Svetlanov, Chant du Monde enregistrés de 1992 à 1996, réédition Warner Classics
- Boulez - Mahler (symphonies 1 à 10 (adagio), le Chant de la terre), orchestre symphonique de Chicago (1 et 9), Orchestre philharmonique de Vienne (symph. 2, 3, 5, 6 le Chant de la terre), orchestre de Cleveland (symph. 4, 7), Staatskapelle de Berlin (symphonie 8) direction Pierre Boulez, Deutsche Grammophon 2014 enregistrés de 1996 à 2006.
- Abbado - Mahler (symphonies 1 à 9), orchestre philharmonique de Berlin, orchestre du Festival de Lucerne (symphonie n°2), direction Claudio Abbado, Deutsche Grammophon 0289 479 3204 8, 2014, enregistrements publics de 1989 à 2005.
- Mahler: Symphonies No 1-10 (reconstitution de Deryck Cooke), orchestre symphonique métropolitain de Tokyo, direction Eliahu Inbal, Exton 2012 à 2015.
- Gustav Mahler, the 9 Symphonies orchestre symphonique de Bamberg, direction Jonathan Nott, Tudor 1671/1682 2016, enregistrés de 2003 à 2014.

#### Intégrales vidéos
- Leonard Bernstein : Mahler - the Symphonies,  orchestre philharmonique de Londres, orchestre philharmonique de Vienne, orchestre philharmonique d'Israël, direction Leonard Bernstein, Deutsche Grammophon 2005, enregistrements publics de 1972 à 1977.
- Mahler : Symphonies 1 - 10, orchestre du Concertgebouw d'Amsterdam directions, Daniel Harding, Mariss Jansons, Ivan Fischer, Daniele Gatti, Lorin Maazel, Pierre Boulez, Bernard Haitink, Eliahu Inbal, Fabio Luisi, Rco Live 2012.
- Gustav Mahler : the Complete Symphonies Orchestre symphonique de la Radio de Francfort, direction Paavo Järvi, Unitel Classica 2015.